# Rode granaatzanger
De rode granaatzanger (Granatellus venustus) is een zangvogel uit de familie Cardinalidae (kardinaalachtigen).

## Verspreiding en leefgebied
Deze soort telt 2 ondersoorten:
- G. v. francescae: Três Marias.
- G. v. venustus: westelijk en zuidwestelijk Mexico.